# Atlatlahucan (kommun)
Atlatlahucan är en kommun i Mexiko.   Den ligger i delstaten Morelos, i den sydöstra delen av landet, 60 km söder om huvudstaden Mexico City. Antalet invånare är 14 708. Arean är 47 kvadratkilometer.
Terrängen i Atlatlahucan är kuperad norrut, men söderut är den platt.
Följande samhällen finns i Atlatlahucan:
- Atlatlahucan
- Tlaltetelco
- San Juan Texcalpan
- Colonia San Francisco
- Las Minas
- Colonia Kilómetro 88
- Unidad Habitacional Vicente Guerrero
- Colonia Pozo Mancera
- San Diego Tepantongo
- El Astillero
- Colonia la Guadalupana
- Los Cerritos
- Telchicayac
- Colonia Rancho Santa Cruz
- Rancho Zacanco